# Schahinschahr
Schahinschahr (persisch شاهین‌شهر), auch Shahin Shahr, ist die Hauptstadt des Verwaltungsbezirk Schahinschahr und Meymeh in der iranischen Provinz Isfahan. 2016 hatte die Stadt über 173.000 Einwohner. Die Stadt befindet sich nördlich von Isfahan und war die erste Planstadt des Landes.

## Lage
Die Stadt liegt inmitten der zentralen Gebirgszüge des Iranischen Hochlands östlich des Zagrosgebirges. Es hat eine Höhe von durchschnittlich 1662 Metern mit einer Neigung von 16 %. Sie hat ein trockenes Klima mit sehr wenig Niederschlag. Wenn es regnet, verdunstet das Wasser schnell oder sinkt in den Boden.

## Geschichte
Shahinshahr war in den 1960er Jahren Irans erste nach einem Masterplan geplante Satellitenstadt und liegt etwa 24 km nördlich von Isfahan, der zweitgrößten iranischen Metropolregion und ihrer historischen Hauptstadt. In der Stadt befand sich einst die American School of Isfahan, welche im Rahmen der Iranische Revolution von 1979 geschlossen wurde.

## Klima
Das Klimaklassifizierungssystem von Köppen-Geiger klassifiziert das Klima als semiarides Klima (BSk). Die durchschnittliche Jahrestemperatur beträgt 15,5 Grad.

## Wirtschaft
Schahhinschahr ist in Iran für seine hervorragenden Bildungseinrichtungen bekannt und belegt im ganzen Land den 2. Platz, ein Erbe der ursprünglich gebauten erstklassigen Schulen. In Shahinshahr sind derzeit viele Mitarbeiter von Regierungsorganisationen wie der National Iranian Oil Company und einer Vielzahl von Bildungsorganisationen beschäftigt. Die Mehrheit der Bevölkerung gehört der Mittelklasse an und arbeitet in einer Reihe von Branchen, darunter Militär, Raffinerien, Luft- und Raumfahrtproduktion sowie typische Büro- und Einzelhandelsberufe.

## Bildung
Die Malek-Aschtar-Universität der Technologie befindet sich in der Stadt.